# Hierarchical File System
L'Hierarchical File System (HFS), è un file system sviluppato da Apple per i computer con sistema operativo Mac OS. Nato principalmente per i floppy disk e per gli hard disk si può trovare anche su memorie di massa a sola lettura come i CD-ROM.

## Storia
HFS è stato introdotto nel 1985 come nuovo file system per i computer Macintosh, in sostituzione del precedente Macintosh File System (MFS), usato dai primi modelli di Mac, e che consentiva solo una struttura di memorizzazione piatta. Dato che i computer Macintosh usavano più informazioni di quelle permesse da altri file system comunemente disponibili all'epoca (come FAT sui sistemi DOS o il file system originale di Unix), Apple ha sviluppato una nuova tecnologia invece di usare qualcosa di preesistente. Per esempio, HFS permetteva nomi di file lunghi fino a 31 caratteri, l'aggiunta di metadati e la memorizzazione separata di dati e risorse riguardanti lo stesso file.
Benché HFS sia una tecnologia di tipo proprietario, è ben documentata e sono disponibili diverse soluzioni per accedere a dischi formattati con HFS per la maggior parte dei sistemi operativi moderni.
Nel 1998 Apple ha introdotto HFS Plus, introducendo tra le altre migliorie una più efficiente allocazione dello spazio. HFS è ancora utilizzabile nelle versioni correnti di Mac OS, ma a partire da macOS non è più possibile avviare il sistema da un disco HFS.
Durante la WWDC del 5 giugno 2017 Apple ha annunciato l'abbandono di HFS in favore del nuovo APFS (Apple File System), il quale sarà adoperato a partire dalla release 10.13 di macOS, High Sierra, e assicurerà la totale compatibilità con il precedente HFS.